# 石泉子站
石泉子站位于甘肃省酒泉市金塔县，是清绿铁路一个中间车站。